# Stabilisierung und Weiterentwicklung der Beziehungen zwischen der Schweiz und der EU
Die Stabilisierung und Weiterentwicklung der Beziehungen zwischen der Schweiz und der EU ist Gegenstand verschiedener Abkommen und innerstaatlicher Umsetzungsmassnahmen zur sektoriellen Beteiligung der Schweiz am Europäischen Binnenmarkt und zu Kooperationen in ausgewählten Bereichen.
Mit dem vom Schweizerischen Bundesrat am 13. Juni 2025 genehmigten Paket, auch Bilaterale III genannt, soll das Funktionieren der bestehenden bilateralen Verträge zwischen der Schweiz und der Europäischen Union (EU) für die Zukunft gesichert werden (Stabilisierung). Für bestimmte Themenbereiche sollen neue bilaterale Verträge abgeschlossen werden (Weiterentwicklung).
Fünf bestehende Binnenmarktabkommen (Personenfreizügigkeit, Luftverkehr, Landverkehr, technische Handelshemmnisse und Landwirtschaft) sollen aktualisiert werden. Die Elemente dieses Stabilisierungsteils können nur gemeinsam in Kraft treten; sie werden daher in einem Bundesbeschluss zusammengefasst. Der Weiterentwicklungsteil umfasst neue Binnenmarktabkommen in den Bereichen Strom und Lebensmittelsicherheit sowie ein neues Kooperationsabkommen im Bereich Gesundheit. Sofern der Stabilisierungsteil angenommen wird, kann jedes Element des Weiterentwicklungsteils unabhängig von den anderen in Kraft treten; sie werden daher in drei weiteren Bundesbeschlüssen getrennt zur Genehmigung vorgeschlagen. Die einzelnen Bundesbeschlüsse sind verbunden mit Entwürfen für drei neue Bundesgesetze und 32 Gesetzesänderungen (davon 20 geringfügige Anpassungen), die zur Umsetzung der Verträge notwendig sind. Vier weitere Bundesbeschlüsse sind Finanzbeschlüsse, die der Umsetzung der mit der EU einzugehenden Verpflichtungen dienen.
Der Bundesrat hat am 13. Juni 2025 die Vernehmlassung zum Paket von insgesamt neun Bundesbeschlüssen eröffnet. Bis am 31. Oktober 2025 können die Kantone, Parteien, Verbände und weitere interessierte Kreise zu den Entwürfen Stellung nehmen. Nach Auswertung der Ergebnisse der Vernehmlassung wird der Bundesrat voraussichtlich im ersten Quartal 2026 seine Botschaft dem Parlament zur Beratung und Beschlussfassung unterbreiten. Die vom Parlament verabschiedeten Bundesbeschlüsse zur Genehmigung der Verträge mit der EU werden anschliessend dem Referendum unterbreitet. Das Parlament wird beschliessen, ob es sich gemäss Vorschlag des Bundesrates um fakultative Referenden oder um obligatorische Referenden handelt. Die Bundesbeschlüsse für Finanzbeschlüsse sowie der Bundesbeschluss über die Genehmigung des Protokolls über die parlamentarische Zusammenarbeit zwischen der Schweiz und der EU unterstehen nicht dem Referendum. Eine Volksabstimmung wird voraussichtlich 2027 oder 2028 stattfinden.

## Vorgeschichte
In der Volksabstimmung vom 6. Dezember 1992 war ein Beitritt der Schweiz – zusammen mit den weiteren EFTA-Staaten – zum Europäischen Wirtschaftsraum (EWR) knapp abgelehnt worden. Die Schweiz verhandelte mit der EU fortan bilateral – das heisst nicht im EFTA-Verbund – und sektoriell – das heisst über eine Beteiligung am EU-Binnenmarkt lediglich in bestimmten Bereichen von gemeinsamem Interesse. Nach langen Verhandlungen konnte am 21. Juni 1999 ein Paket von sieben sektoriellen Abkommen abgeschlossen werden, die Bilateralen I (Personenfreizügigkeit, technische Handelshemmnisse, öffentliches Beschaffungswesen, Landwirtschaft, Forschung, Luftverkehr und Landverkehr). Das Paket wurde in der Volksabstimmung vom 21. Mai 2000 im Rahmen eines fakultativen Referendums mit einem Ja-Stimmen-Anteil von 67,2 % gutgeheissen.
Es folgte ein Paket von neun weiteren Abkommen, den Bilateralen II, die am 26. Oktober 2004 unterzeichnet wurden: Sicherheit und Asyl (Schengen/Dublin), Zinsbesteuerung (später: automatischer Informationsaustausch), Betrugsbekämpfung, landwirtschaftliche Verarbeitungsprodukte, Kultur, Umwelt, Statistik, Ruhegehälter und Bildung/Berufsbildung/Jugend. Sieben Abkommen unterstanden dem fakultativen Referendum, das indes einzig gegen die Assoziierungsabkommen zu Schengen/Dublin ergriffen wurde. In der Volksabstimmung vom 5. Juni 2005 wurden diese mit 54,6 % Ja-Stimmen angenommen.
Am 1. Mai 2004 waren zehn Staaten der EU neu beigetreten. In der Volksabstimmung vom 25. September 2005 wurde der Bundesbeschluss über die Ausdehnung des Freizügigkeitsabkommens auf diese Staaten, gegen den ebenfalls das Referendum ergriffen worden war, mit 55,95 % angenommen.
Im Dezember 2008 hielt der EU-Ministerrat fest, dass die Teilnahme am Binnenmarkt eine einheitliche und gleichzeitige Anwendung und Auslegung des sich ständig weiter entwickelnden gemeinschaftlichen Besitzstands erfordere. Die bisherigen Bilateralen Verträge seien «statisch» und würden diesen Anforderungen nicht gerecht. 2010 forderte die EU, dass die Schweiz Weiterentwicklungen des Europarechts in einem dynamischen System wie im EWR nachvollziehen solle (was nicht gleichbedeutend mit einem automatischen Nachvollzug sei). Dadurch sollen umständliche Neuverhandlungen der Bilateralen Verträge unnötig gemacht und die Beziehungen zwischen der Schweiz und der EU vereinfacht werden. Im Dezember 2012 bekräftigte die EU diese Sichtweise und entschied, dass es keine neuen bilateralen Abkommen nach dem Modell der bisherigen Verträge mit der Schweiz mehr geben werde. Ab Mai 2014 verhandelten die EU und die Schweiz über ein institutionelles Abkommen (auch als Rahmenabkommen bezeichnet). Dieses sollte namentlich die Übernahme von neuem EU-Recht in die bestehenden Abkommen sowie die Rechtsauslegung, Überwachung und Streitbeilegung regeln. Der Bundesrat entschied am 26. Mai 2021, diese Verhandlungen einseitig abzubrechen. Aus seiner Sicht lag bei gewissen materiellen Punkten, vor allem im Kontext des Freizügigkeitsabkommens (FZA) und der staatlichen Beihilfen, noch keine zufriedenstellende Lösung vor.

## Verlauf der Verhandlungen seit 2022
Im Jahre 2022 hat der Bundesrat die Gespräche mit der EU über die Weiterentwicklung der bilateralen Verträge wieder aufgenommen. Bis Oktober 2023 wurden entsprechende Sondierungsgespräche mit der Europäischen Kommission geführt; die Ergebnisse wurden in einem «common understanding» («Gemeinsame Verständigung») der beiden Verhandlungsdelegationen festgehalten. Der Bundesrat hat am 15. Dezember 2023 auf dieser Grundlage den Mandatsentwurf für Verhandlungen mit der EU verabschiedet und nach Konsultation der zuständigen Kommissionen der Eidgenössischen Räte sowie der Kantone am 8. März 2024 das definitive Verhandlungsmandat beschlossen.
Der Bundesrat hat am 20. Dezember 2024 «mit Befriedigung Kenntnis genommen vom materiellen Abschluss der Verhandlungen zwischen der Schweiz und der Europäischen Union.» Die Schweizer Delegation unter der Leitung von Chefunterhändler Patric Franzen habe die im Verhandlungsmandat festgesetzten Ziele in 197 Verhandlungssitzungen erreicht. Aus Anlass des materiellen Abschlusses der Verhandlungen reiste EU-Kommissionspräsidentin Ursula von der Leyen nach Bern und würdigte zusammen mit Bundespräsidentin Viola Amherd das Verhandlungsresultat.
Die Verhandlungsergebnisse mussten anschliessend in formeller Hinsicht noch finalisiert werden, so dass der definitive Text der Verträge von den Chefunterhändlern paraphiert werden konnte. Zudem mussten die nötigen Anpassungen der Schweizer Gesetzgebung sowie die flankierenden Massnahmen insbesondere zum Schutz gegen Lohndumping vorbereitet werden. Dazu wurden intensive Verhandlungen mit den Sozialpartnern (Arbeitgeber- und Arbeitsnehmerverbände) geführt.
Am 13. Juni 2025 eröffnete der Bundesrat die Vernehmlassung und veröffentlichte die Abkommen sowie den dazugehörigen erläuternden Bericht.

## Allgemeine Zielsetzung des Vertragspaketes

### Vorlage des Bundesrates
Das Paket soll die bewährten Beziehungen zwischen der Schweiz und der EU und das Funktionieren der bestehenden bilateralen Verträge für die Zukunft sichern und damit die Kontinuität wahren. Dieser Weg erlaubt zudem die Weiterentwicklung des bilateralen Weges in neuen Bereichen, die im Interesse der Schweiz liegen. Nach Ansicht des Bundesrates ist diese Entwicklung eine strategische Notwendigkeit für die Schweiz angesichts der geopolitischen Lage, die instabiler, unsicherer und unvorhersehbarer geworden ist. In dieser Situation sollen die Beziehungen der Schweiz zu ihren unmittelbaren europäischen Nachbarn, die ihre Werte teilen, stabil und berechenbar sein. Die EU ist mit einem Anteil von rund 59 % am Warenhandel die mit Abstand wichtigste Handelspartnerin der Schweiz. Das Warenhandelsvolumen der Schweiz mit der EU (rund 300 Mrd. CHF im Jahr 2023) ist fünfmal grösser als jenes mit den USA (63 Mrd. CHF) und neunmal grösser als mit der Volksrepublik China (33 Mrd. CHF).
Der in den 1990er Jahren eingeschlagene bilaterale Weg hat sich nach Ansicht des Bundesrates und der Befürworter zwar bewährt; die gegenwärtige Situation könne weitgehend als positiv beurteilt werden. Mit einem Verzicht auf eine Stabilisierung und Weiterentwicklung könne aber dieser Status quo nicht erhalten bleiben. Weil die EU nicht mehr bereit ist, die bestehenden Binnenmarktabkommen zu aktualisieren, verlören diese mittel- und langfristig ihre Wirkung. Den Bedürfnissen der Schweiz und ihrer Wirtschaft wäre damit nicht Genüge getan. Auch punktuelle neue Vereinbarungen mit der EU in Bereichen des EU-Binnenmarkts, bei welchen sich eine Zusammenarbeit aufdränge (z. B. im Strommarkt), liessen sich in diesem Szenario nicht mehr realisieren. Die Weiterführung des bilateralen Weges ist nach Ansicht des Bundesrates die bessere Option als ein Passivbleiben oder ein reines Freihandelsverhältnis. Damit würden die Erleichterungen wegfallen, die auf Rechtsharmonisierung beruhen. Der politische Handlungsspielraum würde nur scheinbar grösser: Angesichts der Bedeutung des EU-Marktes würde die Schweiz das EU-Recht einseitig übernehmen (autonomer Nachvollzug), ohne an der für sie relevanten Entscheidfindung innerhalb der EU teilnehmen zu können.

### Stellungnahmen der Kantone, Parteien, Verbände und weiteren Organisationen
Die Konferenz der Kantonsregierungen (KdK) hat sich mit ihrer Stellungnahme vom 2. Februar 2024 klar hinter die Verhandlungsrichtlinien des Bundesrats gestellt. 24 Kantonsregierungen waren der Meinung, der Entwurf entspreche grundsätzlich den Erwartungen und Interessen der Kantone. Ein Kanton war dagegen und einer hat sich der Stimme enthalten. Markus Dieth, Präsident der KdK und Regierungsrat des Kantons Aargau, zeigte sich nach Abschluss der Verhandlungen überzeugt, dass die Schweiz in den Verhandlungen mit der EU ein besseres Resultat herausgeholt habe als beim geplatzten Rahmenabkommen.
Economiesuisse und der Schweizerische Arbeitgeberverband (SAV) haben an einer gemeinsamen Sitzung ihrer Vorstandsausschüsse am 10. Juli 2025 das Vertragspaket grundsätzlich unterstützt. Sie unterstreichen, dass es eine schlanke und unternehmensfreundliche Umsetzung der Abkommen in der Schweizer Gesetzgebung brauche.
Auf der anderen Seite vereinigt Allianz Kompass Europa Personen aus der Wirtschaft, welche die Vorlage ablehnen, weil sie die die Souveränität der Schweiz viel zu stark beschneide. Der Vertrag würde damit der Wettbewerbsfähigkeit unseres Landes schaden und den Wirtschaftsstandort Schweiz nachhaltig schwächen.
Economiesuisse und SAV stehen zuoberst auf einer Liste von rund 100 Organisationen unter dem Namen «stark+vernetzt». Darunter finden sich z. B. die kantonalen Handelskammern und Unternehmungen wie z. B. Novartis, Roche, Alpiq, BKW und Swiss. Auf der Liste werden auch Parteien wie die FDP.Die Liberalen, Die Mitte, die Grünliberale Partei (GLP) und die Evangelische Volkspartei (EVP) aufgeführt.
Die zuständigen Organe der FDP.Die Liberalen und der Mitte haben aber noch keine offizielle Stellungnahme ihrer Parteien abgegeben. Die FDP wird an einer Delegiertenversammlung im Oktober 2025 entscheiden; die Debatte wird vorbereitet durch eine Arbeitsgruppe mit je sechs Befürwortern und Skeptikern. Die Vorlage scheint parteiintern stark umstritten; als Wortführer der beiden Lager gelten der Unternehmer und Nationalrat Simon Michel (Befürworter) und der Präsident der Zürcher Kantonalpartei Filippo Leutenegger (Skeptiker).
Als bisher einzige grosse Partei lehnt die Schweizerische Volkspartei (SVP) die Vorlage ab. Bereits am 27. Januar 2024 verabschiedete ihre Delegiertenversammlung einstimmig eine entsprechende Resolution. Die SVP bezeichnet das Vertragspaket als «EU-Unterwerfungsvertrag». Die Schweiz stehe in wesentlichen Punkten viel besser da als die EU. Die Menschen in der Schweiz hätten höhere Löhne und eine höhere Kaufkraft. Deshalb solle sich die erfolgreiche Schweiz nicht an die «Krisen-EU» anbinden. Die sogenannte Wirtschaftselite sei bereit, die Schweiz für die kurzfristige eigene Gewinnmaximierung an die EU zu verscherbeln. Diese Wirtschaftskreise hätten nicht begriffen, dass nur eine freie Schweiz wirtschaftlich erfolgreich sei.
Die Sozialdemokratische Partei der Schweiz (SP) und die Grünen sprechen sich klar für die Vorlage aus. Die SP und die Grünen betrachten stabile Beziehungen der Schweiz zur EU angesichts der aktuellen Weltlage als wichtiger denn je. Die SP legt grosses Gewicht auf die innenpolitischen flankierenden Massnahmen zum Lohnschutz: «Der Kompromiss der Sozialpartner ist eine solide Grundlage für ein mehrheitsfähiges Gesamtpaket, das nicht verzögert oder geschwächt werden darf.» Dieser Kompromiss sichere Arbeitsplätze in der Schweiz; insbesondere beim Lohnschutz dürften keine Abstriche gemacht werden. Die Grünen sprechen sich auch explizit für das Stromabkommen aus, während dieses in der SP umstritten ist.
Zentrales Anliegen des Schweizerischen Gewerkschaftsbundes (SGB) ist der Lohnschutz. Nachdem er diesen durch das Vertragspaket gefährdet sah und deswegen mit dessen Ablehnung drohte, zeigt er sich vom Ergebnis der Verhandlungen der Sozialpartner über die flankierenden innenpolitischen Massnahmen befriedigt. Der SGB lehnt aber das Stromabkommen ab.

## Institutionelle Regelungen

### Vorlage des Bundesrates

#### Dynamische Rechtsübernahme
Die heute bestehenden fünf Binnenmarktabkommen sind statisch, das heisst, dass ihre Aktualisierung vom Willen der EU bzw. der Schweiz abhängt. Mit der statischen Natur der Abkommen ist das Risiko verbunden, dass die Rechtslage im Geltungsbereich eines Abkommens sich in der Schweiz und in der EU unterschiedlich verändert, was zu Rechtsunsicherheiten führen kann. Die neu vorgesehene Verpflichtung zur dynamischen Rechtsübernahme hat zum Ziel, dass die Teilnahme der Schweiz am EU-Binnenmarkt im Interesse der Wirtschaft langfristig gesichert ist. Wenn sich das Recht des EU-Binnenmarktes in Bereichen weiterentwickelt, die in den Geltungsbereich eines Binnenmarktabkommens fallen, dann integrieren gemäss den neuen institutionellen Regelungen die Schweiz und die EU diese Rechtsentwicklungen in das jeweilige Abkommen. Verpflichtet werden sowohl die Schweiz als auch die EU; die Schweiz kann ihre Rechte im Rahmen einer Streitbeilegung geltend machen, wenn die EU z. B. mit der Aktualisierung eines Abkommens im Verzug ist.
Das 2020 gescheiterte Rahmenabkommen hatte ein einziges Abkommen gebildet, das eine Anzahl institutioneller Regeln für die Rechtsübernahme und die Streitbeilegung definierte, die wie ein Rahmen um alle Binnenmarktabkommen gelegt worden wären. Diese Regeln sollen nach dem Paketansatz für jedes Binnenmarktabkommen separat festgelegt werden. Damit kann den Besonderheiten der einzelnen Abkommen und den spezifischen Interessen der Schweiz Rechnung getragen werden, insbesondere auch mit der Definition von Ausnahmen. Beispiele für solche Ausnahmen sind die Verlagerungspolitik im Bereich Landverkehr, Lohnschutz im Bereich Personenfreizügigkeit oder Reservekraftwerke im Bereich Strom. Anders als durch das gescheiterte Rahmenabkommen werden die einzelnen Abkommen im neuen Vertragspaket nicht in der Weise verknüpft, dass die Kündigung eines Abkommens die Kündigung aller Abkommen zur Folge hat (keine sogenannte «Super-Guillotine»).
Die Schweiz soll ein Mitspracherecht erhalten, mit dem sie bei der Ausarbeitung von EU-Rechtsakten einbezogen wird, wenn diese sie direkt betreffen (decision shaping). Sachverständige aus der Schweiz müssen in gleicher Weise wie diejenigen eines EU-Mitgliedstaates beigezogen werden, so dass die spezifisch schweizerischen Interessen frühzeitig in den Entscheidungsprozess eingebracht werden können. Durch diese Mitwirkung am Rechtsetzungsverfahren innerhalb der Europäischen Kommission kann die Schweiz frühzeitig erfahren, ob ein geplanter neuer EU-Rechtsakt heikle Regelungen enthalten könnte, was mit einem erheblichen Referendumsrisiko verbunden wäre. Eine demokratische Abstützung dieser Mitwirkung kann erreicht werden, wenn auch die zuständigen Kommissionen des Parlaments, in welchen die verschiedenen politischen Richtungen repräsentativ vertreten sind, einbezogen werden.
Dynamische Rechtsübernahme bedeutet nicht automatische Rechtsübernahme. Die Schweiz entscheidet über jede Übernahme eines neuen relevanten EU-Rechtsaktes in ein Abkommen und über die in diesem Zusammenhang allenfalls erforderlichen Anpassungen im nationalen Recht eigenständig und gemäss ihren üblichen innerstaatlichen Verfahren, inklusive ihren direktdemokratischen Entscheidungsprozessen wie dem Referendum.
Das Verfahren der Rechtsübernahme erfolgt teils nach der Integrations-, teils nach der Äquivalenzmethode. Die Integrationsmethode entspricht dem in der Schweiz üblichen Monismus von Völkerrecht und Landesrecht. Mit dieser Methode (in den Abkommen über Personenfreizügigkeit, Luftverkehr, Strom, Lebensmittelsicherheit und Gesundheit) werden die in die Abkommen integrierten EU-Rechtsakte allein durch ihre Integration in das Abkommen Teil der Schweizer Rechtsordnung, vorbehältlich von Ausnahmen, über die sich der für das Abkommen zuständige paritätische Gemischte Ausschuss geeinigt hat. Diese Rechtsakte werden von der Schweiz grundsätzlich direkt angewendet, ohne dass sie in das Landesrecht überführt werden müssen. Bei der Äquivalenzmethode (in den Abkommen über Landverkehr und technische Handelshemmnisse) erlässt die Schweiz in ihrer Rechtsordnung Bestimmungen, um das Ergebnis zu erreichen, das durch die in das Abkommen integrierten EU-Rechtsakte erzielt werden soll. Diese Rechtsakte sind in der Schweiz nicht direkt anwendbar. Die Schweiz muss jedoch dafür sorgen, dass ihr Recht das gleiche Ergebnis erzielt, das mit den betreffenden EU-Rechtsakten angestrebt wird. Diese Methode lässt der Schweiz einen grösseren Handlungsspielraum. Aber auch bei der Integrationsmethode erfolgt die Rechtsübernahme im verfassungsmässigen innerstaatlichen Verfahren, gegebenenfalls mit Zustimmung von Parlament und Volk, und nicht automatisch, wie teils irreführend dargestellt.

#### Streitbeilegung
Das Parlament oder das Volk kann die Übernahme eines aufgrund der Verträge relevanten EU-Rechtsakts ablehnen. Es können aber auch andere Differenzen in der Auslegung der Verträge entstehen, z. B. kann die Schweiz die Auffassung vertreten, dass Schweizer Unternehmen in der EU entgegen den vertraglichen Bestimmungen diskriminiert werden. Die Streitbeilegung erfolgt zuerst in dem für die Auslegung und Anwendung zuständigen paritätischen Gemischten Ausschuss für das betroffene Abkommen. Wenn man sich dort nicht einig wird, kann neu jede Seite die Streitfrage einem paritätisch zusammengesetzten Schiedsgericht  – bestehend aus je einem Richter der Schweiz und der EU sowie einem gemeinsam ernannten Vorsitzenden – zum Entscheid vorlegen. Erachtet das paritätische Schiedsgericht eine Auslegung des EU-Rechts für seine Entscheidfindung für notwendig und relevant, so kann es den Europäischen Gerichtshof (EuGH) anrufen. Der Entscheid, ob diese Anrufung erfolgen soll, liegt allein beim Schiedsgericht. Die Auslegung des EuGH, die sich allein auf die gestellte Frage beziehen darf, ist für das Schiedsgericht bindend. Es ist aber das Schiedsgericht, das über die Beilegung des Streits in der Hauptsache entscheidet.

#### Ausgleichsmassnahmen
Wird der Entscheid des Schiedsgerichts durch die Schweiz oder durch die EU nach Ansicht eines Vertragspartners nicht umgesetzt, kann dieser Ausgleichsmassnahmen im betroffenen Abkommen oder in einem anderen Abkommen ergreifen. Diese müssen verhältnismässig sein; d. h. dass sie ein allfällig entstandenes Ungleichgewicht zwischen den Rechten und Pflichten der Parteien beheben sollen. Die Ausgleichsmassnahmen sind also keine Sanktionen mit Strafcharakter. Jene Partei, gegen die sich eine Massnahme richtet, kann die Frage der Verhältnismässigkeit dem Schiedsgericht unterbreiten. Weil diese Frage in der Regel nicht durch das EU-Recht, sondern durch allgemeines Völkerrecht beantwortet werden kann, wird der EuGH dazu nichts zu sagen haben. Hypothetisches Beispiel: Die Schweiz setzt die Altersgrenze für Helikopterpiloten bei 65 Jahren, die EU bei 60 Jahren. Wenn die EU als Ausgleichsmassnahme nun die schweizerischen Lizenzen für Helikopterpiloten generell nicht mehr anerkennt, so wäre das unverhältnismässig. Verhältnismässig wäre hingegen die Beschränkung der Massnahme der EU auf über 60-jährige Helikopterpiloten.
Die vorgeschlagenen institutionellen Regelungen stellen nichts Neues dar. Die Schweiz kennt bereits im Rahmen der Assoziierung an Schengen/Dublin eine dynamische Rechtsübernahme, allerdings mit viel gravierenderen Folgen im Falle einer Nichtübernahme von EU-Recht (automatischer Wegfall der Schengen-Assoziierung). Die Rechtsprechung des EuGH spielt im Rahmen der Assoziierung an Schengen/Dublin oder im Luftverkehrsabkommen bereits eine wichtige Rolle. Auch die bestehenden bilateralen Verträge sehen bereits Ausgleichsmassnahmen vor, was in der Praxis bisher nie zu Problemen geführt hat. Gravierende Probleme wurden hingegen in der Vergangenheit durch Retorsionsmassnahmen der EU ausserhalb eines Rechtsrahmens verursacht (z. B. Nichtanerkennung der Konformität von Medizinprodukten oder Sistierung der Teilnahme der Schweiz an  Forschungsförderungsprogrammen der EU nach dem Abbruch der Verhandlungen über das Rahmenabkommen 2020). Mit den zur Diskussion stehenden neuen Verträgen sollen solche willkürliche Retorsionsmassnahmen verhindert werden.

### Stellungnahmen der Kantone und Parteien
Das Verhandlungsresultat im Bereich der institutionellen Regelungen entspricht in allen Punkten der Stellungnahme der Konferenz der Kantonsregierungen (KdK) vom 2. Februar 2024 zum damaligen Verhandlungsmandat des Bundesrates. Insbesondere hatte die KdK festgehalten, «dass eine dynamische Übernahme von EU-Rechtsentwicklungen im Bereich der bestehenden und künftigen Binnenmarktabkommen auch im Interesse der Schweiz liegt, da sie für Unternehmen und Private Planungs- und Rechtssicherheit schafft.» Die KdK begrüsst, dass «die Übernahmen nicht automatisch, sondern gemäss den von der schweizerischen Verfassung vorgegebenen innerstaatlichen Genehmigungsverfahren (Vorbehalt Zustimmung Bundesrat, Parlament, Volk) erfolgen». Die KdK befürwortet einen vertraglich festgelegten Mechanismus zur Regelung von Streitigkeiten im Zusammenhang mit den Abkommen.
Die institutionellen Regelungen des Vertragspakets werden insbesondere von der Schweizerischen Volkspartei (SVP) kritisiert: Die Schweiz müsste «automatisch EU-Recht übernehmen». Durch «Preisgabe der Volksrechte» würde die direkte Demokratie zerstört. Der Entscheid über Streitfälle läge beim Gericht der Gegenpartei, also bei «fremden Richtern». Wenn die Schweizer Bevölkerung zum Beispiel die Zuwanderung begrenzen möchte, so könnte die EU die Schweiz «mit Sanktionen und Bussen bestrafen».

## Frage der Unterstellung unter das fakultative oder das obligatorische Referendum

### Bedeutung der Frage
Die Frage, ob die Vorlage für die Stabilisierung der bilateralen Beziehungen zwischen der Schweiz und der EU dem obligatorischen oder dem fakultativen Referendum unterstellt werden soll, ist einerseits eine rechtliche Frage. Andererseits spielen in der politischen Auseinandersetzung für die Beantwortung auch taktische Überlegungen eine Rolle. Im Falle eines obligatorischen Referendums findet von Amtes wegen eine Volksabstimmung statt, in welcher für die Annahme der Vorlage das Volksmehr und Ständemehr erforderlich ist. Im Falle eines fakultativen Referendums findet die Volksabstimmung statt, wenn das Referendum ergriffen wird und mindestens 50'000 Stimmberechtigte dieses unterzeichnen; für die Annahme der Vorlage genügt das Volksmehr. Die Geschichte der europapolitischen Abstimmungen zeigt, dass die Mehrheit der Kantone schwieriger zu erreichen ist als die Mehrheit des Volkes. Zum Beispiel wurde der Beitritt der Schweiz zum EWR in der Volksabstimmung vom 6. Dezember 1992 aufgrund des obligatorischen Referendums vom Volk mit 50,3 % der Stimmen nur knapp, von den Ständen mit 16 zu 7 Stimmen aber deutlich abgelehnt. Die Assoziierung an Schengen und Dublin wurde in der  Volksabstimmung vom 5. Juni 2005 mit 54,6 % Ja-Stimmen angenommen (250'128 mehr Ja- als Nein-Stimmen), nachdem das fakultative Referendum ergriffen worden war. In zwölf Kantonen ergab sich eine Mehrheit von Nein-Stimmen, in elf Kantonen eine Mehrheit von Ja-Stimmen. Das knappste ablehnende Resultat lieferte der Kanton Luzern: Die dortige Nein-Mehrheit von 1056 Stimmen hätte zur gesamtschweizerischen Ablehnung der Vorlage geführt, falls das Ständemehr erforderlich gewesen wäre.

### Position des Bundesrates
Der Bundesrat ist der Ansicht, dass der Bundesbeschluss über die Stabilisierung der bilateralen Beziehungen zur EU (Änderungen der bestehenden bilateralen Verträge, inklusive deren institutionelle Regelungen) und die drei Bundesbeschlüsse zur Weiterentwicklung der Beziehungen zur EU (neue Verträge betreffend Lebensmittel, Strom, Gesundheit) dem fakultativen Referendum unterstellt werden sollen. Die einzelnen neuen Verträge können nur dann in Kraft treten, wenn die Verträge zur Stabilisierung der bilateralen Beziehungen auch angenommen werden. Mithin ist es möglich, dass etwa der Stromvertrag in Kraft tritt, ohne dass der Vertrag über Gesundheit angenommen wird – die institutionellen Regelungen bilden aber die Grundlage aller Verträge.
Bereits bei der Behandlung der Bilateralen II hat sich die Frage gestellt, ob das Assoziierungsabkommen mit Schengen/Dublin dem obligatorischen Referendum unterstellt werden muss; sie wurde vom Parlament ablehnend beantwortet. Dieselbe Frage stellte sich beim gescheiterten Rahmenabkommen und stellt sich nun erneut beim Paket «Stabilisierung und Weiterentwicklung der Beziehungen Schweiz–EU».
Unbestritten ist, dass die Verträge die Voraussetzungen für die Unterstellung unter das fakultative Referendum erfüllen: Es handelt sich um völkerrechtliche Verträge, die «wichtige rechtsetzende Bestimmungen enthalten oder deren Umsetzung den Erlass von Bundesgesetzen erfordert» (Art. 141 Abs. 1 Bst. d Ziff. 3 BV).
Das Bundesamt für Justiz hat mit einem Rechtsgutachten vom 27. Mai 2024 festgestellt, dass die Voraussetzungen für die Unterstellung unter das obligatorische Referendum gemäss Bundesverfassung angesichts des voraussichtlichen Inhalts der Vorlage nicht erfüllt seien. Der Bundesrat übernimmt mit seiner Vernehmlassungsvorlage diese Auffassung. Weder handle es sich um einen Beitritt zu einer Organisation für kollektive Sicherheit noch um einen Beitritt zu einer supranationalen Gemeinschaft (Art. 140 Abs. 1 Bst. b BV). Letzteres wäre dann gegeben, wenn sich die Schweiz Organen unterstellt, die nicht an Instruktionen der Vertragsparteien gebunden sind, ihre Befugnisse durch Mehrheitsentscheid ausüben, direkt anwendbare Entscheide treffen, die auch für einzelne Personen verbindlich sind und relativ umfassende materielle Befugnisse haben. Im vorliegenden Fall sei keines dieser Kriterien erfüllt. Die Schweiz entscheide nach wie vor selbstständig nach ihren eigenen Rechtsetzungsverfahren über das für sie geltende Recht. Die Verträge würden keine von den Vertragsparteien unabhängige Organe schaffen; bei Streitigkeiten entscheiden paritätisch zusammengesetzte Organe (gemeinsame Ausschüsse, Schiedsgericht). Der Europäische Gerichtshof würde zwar in bestimmten Fällen zur Auslegung von EU-Recht beigezogen, entscheide aber nie abschliessend. Zudem sei die dynamische Rechtsübernahme materiell auf einzelne Sektoren beschränkt.
Falls die verfassungsrechtlichen Kriterien für die Unterstellung unter das obligatorische Referendum nicht erfüllt sind, so stellt sich noch die Frage, ob dennoch ein von der Verfassung nicht vorgesehenes obligatorisches Staatsvertragsreferendum sui generis angewendet werden kann. Dies ist unter der von 1874 bis 1999 geltenden Verfassung dreimal geschehen (Beitritt zum Völkerbund 1920, Freihandelsabkommen mit der Europäischen Wirtschaftsgemeinschaft 1972 und Beitritt zum EWR 1992). Nach Auffassung des Bundesrates könnte ein solches Verfahren ausnahmsweise nach wie vor in Betracht gezogen werden, «wenn der völkerrechtliche Vertrag einen schwerwiegenden Eingriff in die innere Struktur der Schweiz mit sich bringt, namentlich die verfassungsmässige Ordnung tangiert, oder eine grundlegende Neuorientierung der schweizerischen Aussenpolitik bewirkt.» Dies treffe im vorliegenden Fall aber nicht zu: «Die völkerrechtlichen Verträge zur Stabilisierung der bilateralen Beziehungen wahren das Funktionieren der Schweizer Institutionen sowie die aus der direkten Demokratie, dem Föderalismus und der Unabhängigkeit des Landes fliessenden Prinzipien». Die Verträge würden den mit den Bilateralen I und II eingeschlagenen Weg fortsetzen und bewirkten «demnach keine grundlegende Neuorientierung der schweizerischen Aussenpolitik».

### Stellungnahmen der Staatsrechtslehre
Die Mehrheit der sich zu dieser Frage äussernden Staatsrechtsprofessoren stützt die Position des Bundesrates, dass keine Verfassungsgrundlage für ein obligatorisches Referendum besteht. Ein Teil dieser Gruppe geht aber weiter als der Bundesrat und lehnt auch ein obligatorisches Referendum sui generis ohne Verfassungsgrundlage grundsätzlich ab. René Rhinow und Georg Müller weisen darauf hin, dass die Eidgenössischen Räte bei der Beratung der Totalrevision der Bundesverfassung von 1999 einen Antrag klar abgelehnt haben, wonach völkerrechtliche Verträge von besonderer Bedeutung Volk und Ständen vorgelegt werden müssen. In der Volksabstimmung vom 17. Juni 2012 ist eine Volksinitiative für eine generelle Unterstellung der völkerrechtlichen Verträge unter das obligatorische Referendum deutlich abgelehnt worden. Im Jahre 2021 lehnte das Parlament einen Vorschlag des Bundesrates für ein obligatorisches Referendum zu völkerrechtlichen Verträgen von Verfassungsrang ab. Rhinow und Müller kommen zur Schlussfolgerung: «Die bisherige Entwicklung spricht gegen die Annahme von ungeschriebenem Verfassungsrecht. Kommt hinzu, dass Volksabstimmungen nach unserem Rechtsverständnis nach den Regeln der Verfassung und nicht (wie z. B. in Frankreich) von einem Staatsorgan nach Belieben angeordnet werden». Im gleichen Sinn äussern sich Astrid Epiney, Etienne Grisel, Walter Haller, Andreas Kley und Pierre Tschannen. Eine ausführliche wissenschaftliche Analyse hat Stefan G. Schmid geliefert. Auch das Rechtsgutachten des Bundesamtes für Justiz vom 27. Mai 2024 zuhanden des Bundesrates kommt zu derselben Schlussfolgerung.
Andere Staatsrechtler teilen die Auffassung des Bundesrates, dass ein obligatorisches Referendum ohne explizite Verfassungsgrundlage zwar möglich wäre, aber nur ausnahmsweise unter der Voraussetzung, dass die verfassungsmässige Ordnung tangiert würde. Für ein derartiges ungeschriebenes Verfassungsrecht sprächen einerseits die Präzedenzfälle aus dem letzten Jahrhundert und andererseits auch spätere Aussagen des Bundesrates und einzelner Ratsmitglieder, z. B. anlässlich der Totalrevision der Bundesverfassung von 1999 oder der Ablehnung einer expliziten Verfassungsgrundlage für ein obligatorisches Referendum für völkerrechtliche Verträge von Verfassungsrang im Jahre 2021, wonach dieses in ausserordentlichen Fällen auch ohne explizite Verfassungsgrundlage als zulässig betrachtet werden müsste. In diesem Sinne haben sich Giovanni Biaggini, Andrea Caroni/Daniela Kühne, Kaspar Ehrenzeller/Roger Nobs sowie Bénédicte Tornay Schaller geäussert, allerdings bereits vor der aktuellen Diskussion. Ob diese Autoren im vorliegenden konkreten Fall die Voraussetzung des Eingriffes in die verfassungsmässige Ordnung als erfüllt betrachten würden oder nicht, bleibt offen.
Für ein obligatorisches Referendum im vorliegenden Anwendungsfall der Stabilisierung der bilateralen Beziehungen zur EU plädieren Andreas Glaser, Lorenz Langer und Paul Richli in ihren Stellungnahmen in der Presse – wissenschaftliche Aufsätze liegen nicht vor. Es handle sich um Verträge von ausserordentlicher Bedeutung mit Verfassungsrang. Diese Autoren anerkennen zwar, dass bei der dynamischen Rechtsübernahme «die Volksrechte formell tatsächlich unberührt bleiben» (Langer). Glaser meint aber: «Ein völlig freier Entscheid wäre aber kaum möglich, denn bei einem Nein würden Sanktionen drohen – welche, das wüsste man im Vorneherein nicht. Damit würde sich natürlich der Abstimmungskampf ändern, der Druck auf die Stimmberechtigten dürfte zunehmen, und das Hauptargument wäre, dass sich die Schweiz bei einem Nein auf Probleme mit der EU einstellen muss.» Analog argumentiert Richli; zudem sieht er einen Eingriff in die verfassungsmässigen Zuständigkeiten der Kantone. Langer sieht im Erfordernis des Ständemehrs folgende Funktion: «Das demokratische Majoritätsprinzip wurde nicht rein quantitativ ausgestaltet, sondern berücksichtigt qualitativ auch geografisch-historische Aspekte, als zusätzliche Schranke einer 'Tyrannei der Mehrheit'. Das wäre ein gewichtiges politisches Argument, ein künftiges Abkommen mit institutionellen Elementen dem obligatorischen Referendum zu unterstellen.» Einen Kontrapunkt zu diesem Argument setzen die Politologen Rahel Freiburghaus und Adrian Vatter, indem sie das Ergebnis eines Scheiterns der Verträge bei Annahme durch das Volk und Ablehnung durch die Kantone als «Tyrannei der Minderheit» qualifizieren.